# Immacolata Concezione (Giambattista Tiepolo Vicenza)
L'Immacolata Concezione è un dipinto del pittore veneziano Giambattista Tiepolo realizzato circa nel 1733-1735 e conservato nella pinacoteca del Palazzo Chiericati a Vicenza.

## Storia
Il dipinto fu realizzato per la Chiesa di Santa Maria in Araceli a Vicenza. 